# Sárgászöld haragossikló

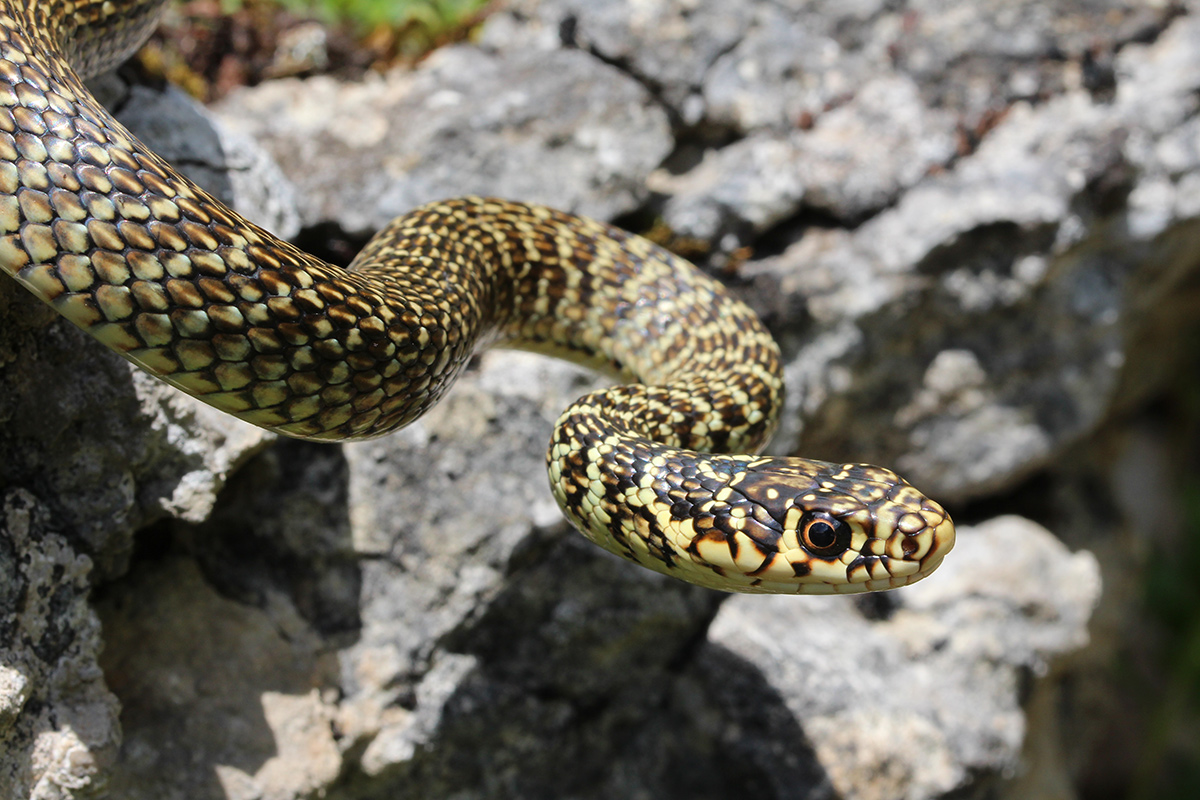
A nyugati ostorkígyó feje

A sárgászöld haragossikló vagy nyugati ostorkígyó  (Hierophis viridiflavus) a hüllők (Reptilia) osztályába a kígyók (Serpentes) alrendjébe és a siklófélék (Colubridae) családjába tartozó faj. Közép- és Dél-Európa egyik leggyakoribb kígyója, amely a Pireneusoktól kezdve Franciaországon át, Svájc egy részén, egész Olaszországban és a Balkán-félszigeten megtalálható. Nem mérges kígyó. 
Egyes rendszerek a Coluber nembe sorolják Coluber viridiflavus néven.

## Előfordulása
Európában, Spanyolország, Andorra, Franciaország, Olaszország, Görögország, Málta területén, Svájc déli részein,  Szlovénia és Horvátország partvidékein honos.
Természetes élőhelyei a mérsékelt égövii erdők és cserjések, a mediterrán típusú cserjés növényzet, a szántók, a legelők, az ültetvények, a vidéki kertek és a városi területek.

## Jellemzői
Jelenleg két alfajt különböztetnek meg, egy melanikus (H. v. carbonarius) és egy csíkos formát (H. v. viridiflavus). A melanizmus előfordulása azonban a viridiflavus alfajhoz kapcsolódó populációkban főként Szardíniára korlátozódik.
Testhossza általában 1-1,5 méter közötti, de a 2 métert is elérhetik.
Sarokba szorítva dühösen védekezik és harap.
A téli hónapokban téli álmot alszik.

## Táplálkozása
Főként gyíkokkal, békákkal, egerekkel, patkányokkal, valamint kismadarak fiókáival és tojásaival táplálkoznak.
Gyakran felmászik a fákra is, táplálékot keresve.